# Simbolo di Jacobi
Il simbolo di Jacobi è utilizzato in matematica nell'ambito della teoria dei numeri. Esso prende il nome dal matematico tedesco Carl Gustav Jakob Jacobi.

## Definizione
Il simbolo di Jacobi è una generalizzazione del simbolo di Legendre che utilizza la scomposizione in fattori primi dell'argomento inferiore. È definito come segue:
Sia n > 2 un numero naturale dispari e n = {\displaystyle p_{1}^{\alpha _{1}}p_{2}^{\alpha _{2}}\cdots p_{k}^{\alpha _{k}}}. Per ogni intero a, il simbolo di Jacobi è {\displaystyle \left({\frac {a}{n}}\right)=\left({\frac {a}{p_{1}}}\right)^{\alpha _{1}}\left({\frac {a}{p_{2}}}\right)^{\alpha _{2}}\cdots \left({\frac {a}{p_{k}}}\right)^{\alpha _{k}}} dove {\displaystyle \left({\frac {a}{p}}\right)} con p primo è il simbolo di Legendre. Si conviene inoltre di porre {\displaystyle \left({\frac {a}{1}}\right)=1}

## Proprietà del simbolo di Jacobi
Il simbolo di Jacobi possiede alcune utili proprietà che consentono di velocizzare i calcoli rispetto all'uso diretto della definizione. Tra di esse si ricordano (si assuma che a e b siano interi e che m ed n siano interi positivi dispari):
1. Se n è primo, il simbolo di Jacobi è evidentemente uguale al simbolo di Legendre.
2. {\displaystyle \left({\frac {a}{n}}\right)\in \{0,1,-1\}}
3. {\displaystyle \left({\frac {a}{n}}\right)=0} se {\displaystyle (a,n)\neq 1}
4. {\displaystyle \left({\frac {ab}{n}}\right)=\left({\frac {a}{n}}\right)\left({\frac {b}{n}}\right)}
5. {\displaystyle \left({\frac {a}{mn}}\right)=\left({\frac {a}{m}}\right)\left({\frac {a}{n}}\right)}
6. Se a ≡ b (mod n), allora {\displaystyle \left({\frac {a}{n}}\right)=\left({\frac {b}{n}}\right)}
7. {\displaystyle \left({\frac {1}{n}}\right)=1}
8. {\displaystyle \left({\frac {a^{2}b}{n}}\right)=\left({\frac {b}{n}}\right)} se {\displaystyle (a,n)=1}
9. {\displaystyle \left({\frac {-1}{n}}\right)=(-1)^{\left({\frac {n-1}{2}}\right)}} = 1 se n ≡ 1 (mod 4) e −1 se n ≡ 3 (mod 4)
10. {\displaystyle \left({\frac {2}{n}}\right)=(-1)^{\left({\frac {n^{2}-1}{8}}\right)}} = 1 se n ≡ 1 o 7 (mod 8) e −1 se n ≡ 3 o 5 (mod 8)
11. {\displaystyle \left({\frac {m}{n}}\right)=\left({\frac {n}{m}}\right)(-1)^{\left({\frac {m-1}{2}}\right)\left({\frac {n-1}{2}}\right)}}

L'ultima proprietà è molto simile alla legge di reciprocità quadratica per il simbolo di Legendre.

## Residui quadratici
Se {\displaystyle \left({\frac {a}{n}}\right)=-1}, allora a non è un residuo quadratico di n perché non è un residuo quadratico di qualche fattore di n. Inoltre, se {\displaystyle \left({\frac {a}{n}}\right)=0}, allora {\displaystyle (a,n)>1}. Tuttavia, se {\displaystyle \left({\frac {a}{n}}\right)=1} non si può dedurre che a sia un residuo quadratico di n perché è possibile che un numero pari di fattori di n siano non-residui, e quindi il prodotto dei loro simboli di Legendre valga ugualmente 1.